# Filtrationsdruck
Filtrationsdruck ist der Druckunterschied zwischen Trüb- und Filtrationsraum beim Filtrieren. Diese Druckdifferenz kann erzeugt werden durch
- Unterdruck im Filtrationsraum
- Überdruck im Trübraum
- hydrostatischen Druck oder
- Zentrifugalkräfte.[1]